# Pobačaj u Azerbajdžanu
Pobačaj u Azerbajdžanu legaliziran je 23. studenog 1955., dok je Azerbajdžan bio dio Sovjetskog Saveza kao Sovjetska Socijalistička Republika Azerbajdžan. Postojeće zakonodavstvo koje se bavi pobačajem nikada nije promijenjeno, a ostalo je na snazi nakon raspada Sovjetskog Saveza i neovisnosti Azerbajdžana 1991. Zakon je jedan od najliberalnijih zakona o pobačaju u svijetu, koji dopušta pobačaj na zahtjev do 28. tjedna trudnoće iz različitih razloga.
Zakon dopušta pobačaj na zahtjev iz mnogo razloga kao što su: silovanje i incest, smrt oca djeteta, sudska presuda za majku ili oca, sudski nalog kojim se majci oduzima roditeljsko pravo, ako kućanstvo već ima više od petero djece, ako odnos između majke i oca završi razvodom ili postoji obiteljska anamneza koja uključuje mentalnu bolest ili motorički invaliditet.
Tradicionalno se pobačaj u Azerbajdžanu koristio kao kontracepcijska metoda. U 2014. godini 13,8% trudnoća u Azerbajdžanu završilo je pobačajem.